# マルタ・モリナス
マリア・マルタ・モリナス・カブレラ（María Marta Molinas Cabrera）は、パラグアイ出身の電子工学者。ノルウェー科学技術大学教授。ノルウェー王立学術院会員。

## 人物・経歴
アルゼンチンやパラグアイで育ち、1992年アスンシオン国立大学卒業。1997年琉球大学大学院工学研究科修士課程修了、修士（工学）。2000年東京工業大学（のちの東京科学大学）大学院修了、博士（工学）。パドヴァ大学客員研究員を経て、ノルウェー科学技術大学教授、ノルウェー王立学術院会員、IEEEフェロー。

## 脚註
1. ↑  Skoglund, Unni, Forskning for samfunnets beste, Norwegian University of Science and Technology 2020年3月26日閲覧。
2. ↑  enhancement of power system stability based on the application of variable series capacitor琉球大学附属図書館
3. 1 2  “Marta Molinas”, Employee profile (Norwegian University of Science and Technology) 2020年3月26日閲覧。
4. ↑  Power system stability control based on phase angle regulation 電力潮流制御による系統安定化に関する研究
5. ↑   Author profile, IEEE 2020年3月26日閲覧。
6. ↑   Gruppe VIII: Teknologi, Royal Norwegian Society of Sciences and Letters 2020年3月26日閲覧。
7. ↑  Marta Molinas FellowIEEE